# Enrique Lafuente Ferrari
Enrique Lafuente Ferrari (Madrid, 23 de febrero de 1898 - Cercedilla, 25 de septiembre de 1985) fue un historiador del arte español, especializado en la pintura española, fundamentalmente en Velázquez, Goya y Zuloaga.

## Biografía
Estudió filosofía pura e historia. Se doctoró en Historia por la Universidad de Madrid. Durante el doctorado entró en contacto con los historiadores del arte Elías Tormo y Manuel Gómez-Moreno, de quienes se consideró discípulo; también mantuvo contacto con Claudio Sánchez Albornoz, Antonio Ballesteros Beretta y José Ortega y Gasset. Sus influencias fuera de España en el campo de la historia del arte fueron los alemanes Werner Weisbach y Erwin Panofsky. Desde 1928 se vinculó al Museo del Prado (como catalogador), y al gabinete de estampas de la Biblioteca Nacional. En el verano de 1933, como profesor auxiliar de Historia del Arte, participó en el crucero por el Mediterráneo organizado por Manuel García Morente. Desde 1942 fue catedrático de Historia del Arte en la Escuela Superior Central de Bellas Artes (Madrid). Su amistad con Julián Marías le proporcionó la oportunidad de enseñar en universidades norteamericanas desde 1952.
Llegó a ser catedrático de la Universidad Complutense y, desde 1948, miembro de la Real Academia de Bellas Artes de San Fernando. 

## Obras
- Velázquez. Complete Edition (1928)
- La vida y obra de Fray Juan Ricci (1930)
- Breve historia de la pintura española (1934 y 1953) Hay reedición de Akal, 1987.
- La pintura española del siglo XVII (1935)
- La interpretación del barroco (1941)
- Iconografía lusitana. Retratos grabados de personajes (1941)
- The paintings and drawings of Velázquez (1943)
- La vida y el arte de Ignacio Zuloaga (1950, 1972, 1990)
- La fundamentación y los problemas de la historia del arte (1951, 1985)
- Belén imaginario (1951)
- Goya y el grabado español (1952)
- El libro de Santillana (1955, 1981, 1999)
- Goya. Gravures et Litographies. Ouvre Complète (1961)
- De Trajano a Picasso (1962)
- La vida y el arte de Evaristo Valle. Diputación Provincial de Oviedo (1963)
- Museo del Prado. Pintura española de los siglos XVII y XVIII (1964, 1969)
- Velázquez en el Museo del Prado (1965)
- Velázquez (1966)
- Velázquez: príncipes e infantes (1969)
- Museo del Prado. Pintura italiana y francesa (1967)
- Museo del Prado. Del Románico a el Greco (1968)
- Goya (1968)
- Goya: mujeres en el Museo del Prado (1968)
- Historia de la pintura española (1971)
- Ortega y las artes visuales (1971, 1972)
- Un autógrafo amatorio de Lope de Vega (1973)
- Museo del Prado. La pintura nórdica (1977)
- Los Caprichos de Goya (1978, 1984)
- Los frescos de San Antonio de la Florida (1979)
- Goya, dibujos (1980, 1988); Goya, Drawings (1980); Goya, Dessins (1980); Goya, Zeichnungen (1980)
- Ignacio Zuloaga (1980)
- El mundo de Goya en sus dibujos (1980, 1982)
- Las crónicas de los cruzados y el reino latino de Jerusalén (1981)
- La tauromaquia de Goya (1981)
- Las litografías de Goya (1982)
- La Real Calcografía de Madrid "Goya y sus Contemporáneos" (1984). Con Juan Carrete Parrondo.
- Los Desastres de la guerra de Goya (1985)
- Antecedentes, coincidencias e influencias del arte de Goya (1987)
- Sobre la historia del grabado español (1989)
- The life and work of Ignacio Zuloaga (1991)
- El pintor Joaquín Valverde (1994)
- Velázquez o la salvación de la circunstancia y otros escritos sobre el autor (1999, 2013)
- Giovanni Battista Piranesi (2002)